# Dole Whip
Dole Whip es un helado suave disponible sobre todo en Disneyland y en Dole Plantation en Hawái. También está disponible en Jumpin' Jack's Drive-In en Scotia, NY.
El postre es una mezcla en polvo reconstituida con agua y luego congelada antes de servirse.